# BMW R 850-serie
De R 850-serie is een serie motorfietsen van het merk BMW. Dit was een serie lucht/oliegekoelde tweecilinderboxermotoren die na de komst van de viercilinder-K 100-serie en K 1100-serie aan de aanhoudende vraag van klanten naar tweecilinderboxermotoren en de strenger wordende milieu eisen moest voldoen. De R 850-serie werd parallel geleverd aan de zwaardere R 1100- en R 1150-serie.

## Voorgeschiedenis
Vanaf de introductie van de R 32 in 1923 had BMW tot eind 1983 vastgehouden aan de luchtgekoelde langsgeplaatste tweecilinderboxermotoren met cardanaandrijving. Deze machines waren redelijk met hun tijd meegegaan. Ze hadden kopklepmotoren gekregen, die steeds groter en sterker werden, men had monolever- en later paraleverachtervering ontwikkeld, waardoor niet alleen een enkelvoudige achterwielophanging werd gecreëerd, maar ook de cardanreacties tot het verleden behoorden. Met de komst van de /7-serie in 1976 bereikten deze motorfietsen hun hoogtepunt, maar feitelijk ook hun eindstation. De buitenlandse concurrentie bouwde al jaren zeer snelle viercilinders, die vermogens bereikten die met het oude boxerconcept niet meer haalbaar waren. Toen men in Japan ook nog vloeistofkoeling ging toepassen kon BMW niet volgen. Bovendien werden de milieu eisen steeds strenger. Daarom besloot men begin jaren tachtig ook over te gaan op vloeistofgekoelde viercilinders, die vorm kregen in de K 100- en K 1100-serie. Naast deze series werden nog wel 800cc-allroadmotoren met boxermotoren geleverd, die zeer populair waren geworden vanwege hun zeer goede rijeigenschappen én de successen die ermee behaald werden in de Dakar-rally. Zij waren aangepast voor het gebruik van loodvrije benzine en hoefden geen topvermogens te leveren. Na de introductie van de K 100-serie kwamen er echter veel verzoeken van klanten, dealers en importeurs om tóch de zwaardere 800- en 1000cc-boxers te blijven leveren. Als tussenoplossing bracht BMW de R 100 Classic-serie op de markt. Binnen deze serie bleven ook enkele 800cc-modellen leverbaar, zoals de R 80, R 80 R en de R 80 RT Mono. Om de uitlaatgassen schoner te maken werden ze uitgerust met het Sekundär Luft System, dat lucht vanuit het luchtfilter in de uitlaat perste om de laatste restjes onverbrande benzine alsnog te verbranden. Met deze serie motorfietsen creëerde BMW zichzelf de tijd om iets heel nieuws te ontwikkelen, een nieuwe boxermotor, die nog jaren mee zou kunnen.

### Prototype
Eerste "spionage" foto's uit 1991 toonden een sportmotor met een heel nieuwe boxermotor, waarvan de cilinders veel hoger zaten dan bij de oude boxers. Er was brandstofinjectie aan boord en een vreemde voorwielophanging, die later bekend zou worden als "telelever". Achter was het al bekende paraleversysteem toegepast, maar niet meer met de enkele schokdemper rechts op de cardantunnel. Het prototype had een linksysteem met een centrale schokdemper. Het frame zag er tamelijk conventioneel uit en was gebouwd door de Nederlandse framebouwer Nico Bakker. De fotoserie van deze machine bestond uit haarscherpe foto's die in alle rust en van dichtbij waren genomen tijdens een testsessie met de testrijder Dähne. Maar er bestond ook al een onscherpe rijfoto van een blauwe R 1100 RS, die weinig gelijkenis vertoonde met het sportmodel met Bakker-frame.

### R 1100-serie
Toen in de zomer van 1993 de R 1100-serie (de R 1100 RS als eerste) op de markt kwam, bleken de machines inderdaad te bulken van nieuwe technieken. De hele machine was feitelijk opgehangen aan de motor, een frame was nauwelijks aanwezig. De constructie was uitermate licht, het ontwerp vlot en vooral smal. De berijder zat zeer laag, achter een sterk oplopende tank bijna "in" de motor. Er was een uitgebreid ergonomiepakket aan boord. De voorwielophanging (telelever) was revolutionair en feitelijk, na veel experimenten met naaf- en fuseebesturing, de eerste geslaagde poging de stuur- en veerfuncties van de voorvork te scheiden, waardoor een automatisch anti-duik effect ontstond.

## R 850-serie
De R 850-serie werd vrijwel parallel geleverd aan de R 1100-serie en er waren vrijwel geen uiterlijke verschillen. Door het "Baukastensystem" toe te passen kon BMW feitelijk een 850cc-motor in een R 1100-frame hangen en door een aanpassing in de cardanaandrijving het verminderde koppel opvangen. Het principe om een kleine motor in een frame van een zwaarder model te hangen was BMW niet vreemd, in de jaren twintig werden zelfs kleine eencilinders in zware 500cc-frames gehangen. Enerzijds bereikte men een kostenbesparing omdat geen nieuw frame ontwikkeld hoefde te worden, anderzijds werd een (te) duur en (te) zwaar frame gebruikt voor een lichter model. De R 850 R was daardoor bijvoorbeeld maar fl. 1.500,= goedkoper dan de R 1100 R. Op een prijs van rond de fl 20.000,= geen groot verschil. Toch had de kleinere motor zeker ook voordelen: de vermogensafgifte verliep soepeler dan bij de 1100cc-modellen en het kantelmoment van de langsgeplaatste motor deed zich veel minder gelden. Het opgegeven vermogen van 70 pk bleek bij meting dicht tegen de 80 pk te liggen. In combinatie met de iets "kortere" overbrengingsverhouding in de cardanaandrijving, waren topsnelheid en acceleratie bijna gelijk aan die van de 1100.

### Motor
De R 850-serie had een tweecilinderboxermotor van 848 cc. De cilinderinhoud van de R 1100 was verkleind door de boring terug te brengen van 99 naar 87,8 mm. Hij had luchtgekoelde cilinders, maar de cilinderkoppen kregen een zekere mate van oliekoeling, om te voorkomen dat de temperatuur rond de uit- en inlaatkanalen te hoog werd. In elk van de cilinderkoppen zaten vier kleppen en een korte, door een ketting aangedreven nokkenas. De aandrijving ging overigens via een tussenas die onder de krukas lag. Dit was nodig om de distributieverhouding (draaisnelheid krukas : nokkenas = 2 : 1) te realiseren. Dat vereist normaal gesproken een groot nokkenastandwiel, maar daar was binnen in de cilinderkoppen geen plaats voor. De nokkenassen zaten niet boven de kleppen, zodat toch nog korte stoters en tuimelaars nodig waren om de kleppen te bedienen. De brandstofinjectie en de ontsteking werden aangestuurd door een Bosch Motronic-systeem. Het blok kon kort gebouwd worden door de dynamo, die vroeger aan de voorzijde van de krukas zat, boven op de motor te plaatsten, aangedreven door een riem. Opvallend was dat BMW niets had gedaan om het "kantelmoment" van de in de lengterichting draaiende krukas te neutraliseren. Bij de K-modellen had men een aantal componenten, zoals de hulpas, koppeling en dynamo, tegengesteld laten draaien. Volgens de fabriek wilde men bij de boxers dit "vertrouwde" gevoel juist behouden. Een vreemde filosofie, want men zal toch ook nieuwe kopers hebben willen aantrekken. Kostenbesparing en eenvoudiger constructie zijn meer logische en niet minder acceptabele redenen. Bij de 850cc-versies was dit kantelemoment overigens aanmerkelijk minder merkbaar.

### Rijwielgedeelte
Van een frame was eigenlijk geen sprake. Door het vervangen van de telescoopvork door het teleleversysteem hoefde er geen versterkt balhoofd te zijn, omdat de optredende krachten (spoorkrachten, remkracht en reactiekrachten bij het inveren) werden opgevangen door de triangel die in het motorblok scharnierde. Ook de onderste kroonplaat was vervallen. BMW kon dankzij het sterke motorblok het Compact Drive System, dat op de K 100-serie was geïntroduceerd, nog verder doorvoeren. Er liepen enkele steunen van het motorblok naar het bovenste bevestigingspunt van het telelever, een centrale schokdemper veerde van daar uit de triangel af. Verder zat boven op het motorblok een subframe dat naar achter liep en daar het achterframe ging vormen, voor het bevestigen en dragen van het zitgedeelte, de uitlaat en de centrale schokdemper van het paraleverachterveersysteem. Al met al slechts enkele kilo's buis, het werk werd gedaan door motor en versnellingsbak. Zelfs de middenbok zat onder aan de versnellingsbak gemonteerd, want daar zat niets dat op een frame leek. De machine stond op driespaaks gietwielen, waarvan het achterste zoals inmiddels bij BMW normaal was enkelzijdig opgehangen was. Het remsysteem was van Brembo en bestond uit twee schijfremmen vóór en één achter.

### Aandrijflijn
De aandrijflijn was ten opzichte van andere BMW's niet veranderd. De R 850- en R 1100-modellen kregen een enkelvoudige droge plaatkoppeling, een vijf versnellingen en cardanaandrijving.

### Uitrusting
Alle R 850- en R 1100-modellen waren uitgerust met een ergonomiepakket, bestaande uit een in hoogte verstelbaar zadel en verstelbare stuurhelften, koppelings- en remhendels. Ook was het voor BMW typische systeem voor de richtingaanwijzers gebruikt, waarbij de linker richtingaanwijzer door een knop links op het stuur, de rechter door een knop rechts op het stuur werd ingeschakeld. Uitschakelen gebeurde via een derde schakelaar. Tegen meerprijs konden de machines worden uitgerust met een kofferset, een tanktas, alarmlichtschakelaar, diefstalalarm, handvatverwarming, valbeugels, een geregelde driewegkatalysator en ABS II. De kofferset kon alleen ge(de)monteerd worden met behulp van de contactsleutel, om diefstal tegen te gaan, een eensleutelsysteem dus. De koffers waren waterdicht en hadden dubbele handgrepen: om te openen beide lostrekken, om te verwijderen slechts een. Daarmee werd voorkomen dat een koffer open viel als hij verwijderd werd. De handgrepen lagen bij gemonteerde koffers onzichtbaar verzonken. Verder kon een digitaal informatiedisplay worden geleverd, waarop de olietemperatuur, het brandstofniveau en de ingeschakelde versnelling af te lezen waren.

### Kritiekpunten
Het reeds genoemde kritiekpunt was het typische kantelmoment van langsgeplaatste motoren. BMW had al aangetoond dit te kunnen tegengaan, en ook Honda had dit overgenomen bij de ST 1100 Pan-European. Verder bleken de machines vrij veel olie te verbruiken, hetgeen BMW's niet vreemd was. Bij ingereden motoren viel dit verbruik echter sterk terug. De enkele schokdemper in het telelever was bij de meeste modellen niet instelbaar. Dat was bij de GS wel het geval.

### R 850 R

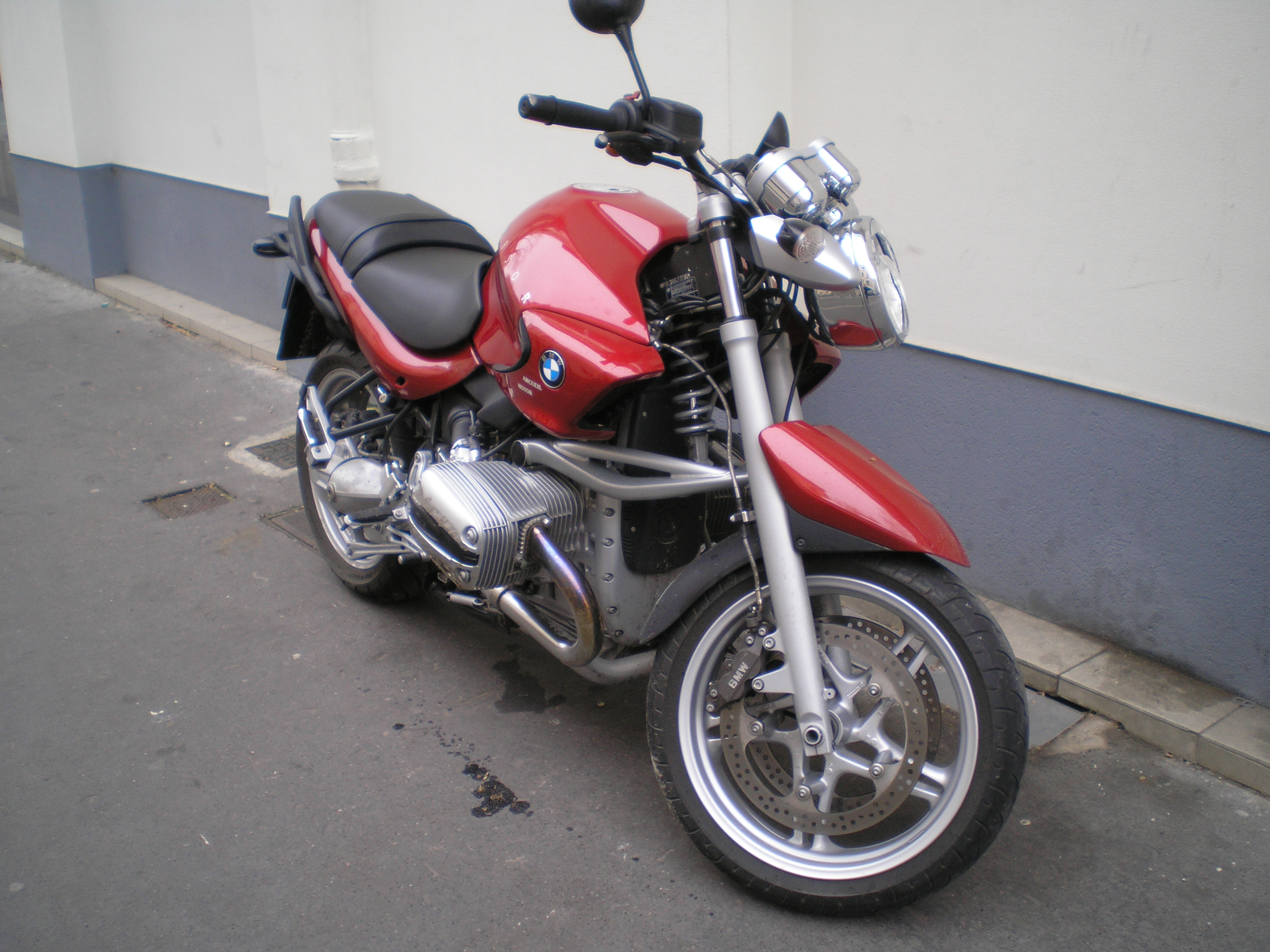
Deze R 850 R is in elk geval van ná 1997, want hij heeft de lichtmetalen gietwielen die in dat jaar werden geïntroduceerd

De R 850 R was de kale uitvoering van de R 850-serie. Hij kwam in 1995 op de markt, zes maanden na een grotere versie, de R 1100 R. Vanwege de "kale" uitvoering waren er twee oliekoelers links en rechts boven beide cilinders gemonteerd. Bij de voorgaande R 1100-modellen was de oliekoeler beter weggewerkt, in de kuip van de RS en in het spatbord van de GS. De motor van de R 850 R leverde 70 pk, twintig pk meer dan zijn 800cc-voorganger R 80 R. De machine was uitgevoerd met de nieuwe lichtmetalen driespaaks gietwielen, maar kon ook besteld worden met de kruisgespaakte wielen, waarmee tubelessbanden konden worden gebruikt. De voorremmen van de RS waren gebruikt, en de achterrem van de GS. Opvallend was het doorlopende duozadel, dat tot aan het achterlicht door ging. Het was wel in tweeën gedeeld, om het voorste deel in hoogte verstelbaar te maken. Vanwege het lage gewicht op het voorwiel was een stuurdemper gemonteerd. De zithoogte was verstelbaar. Als accessoire waren een losse toerenteller en een klokje leverbaar, naast natuurlijk het ABS II en een katalysator. De voorvering was niet instelbaar, de achtervering wel. Onder het zadel was een uitklapbare handgreep aangebracht om de motorfiets makkelijk op de middenbok te kunnen trekken. De beide uitlaatbochten kwamen onder de versnellingsbak samen in een grote demperpot, waarin ook de driewegkatalysator een plaats vond, en gingen daarna naar één einddemper aan de linkerkant. De machine had een hoog oplopende tank en juist een laag zadel, waardoor de berijder praktisch "in" de motor zat. De R 850 R ging in 2001 uit productie, maar in 2004 kwam het model terug in de vorm van de R 850 R Comfort.

### R 850 RT
Na de invoering van de R 1100 RT wachtte BMW tot 1998 alvorens er een 850cc-versie van kwam. Ook nu waren beide machines praktisch gelijk, afgezien van de motor. De 850 was dan ook bijzonder luxe uitgevoerd, met een grote toerkuip met elektrisch verstelbare ruit. Daarin zaten een digitale brandstofmeter, een olietemperatuurmeter, een klokje en een versnellingsindicator, naast uiteraard de "normale" controlelampjes, snelheidsmeter en toerenteller. Het ABS was standaard geleverd en uitschakelbaar. Ook alarmlichten, kofferset, bagagerek en een 12 volt aansluiting waren standaard. In de kuip zat een groot afsluitbaar vak. Het schakelpedaal was in hoogte verstelbaar.

### R 850 GS

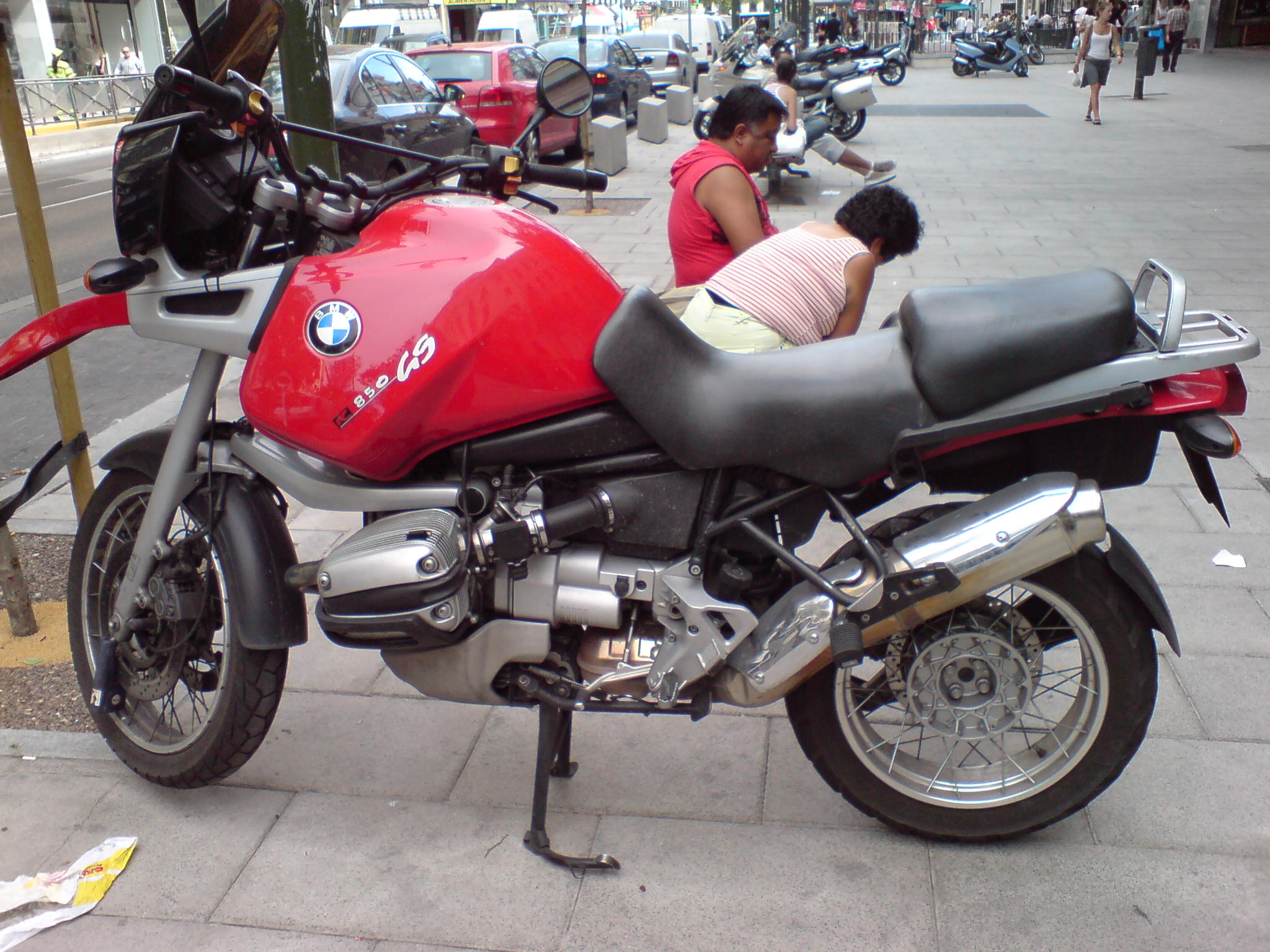
R 850 GS

De R 1100 GS werd in september 1993 aan het publiek voorgesteld tijdens de I.A.A. in Frankfurt. In 1999 werd de 850cc-versie toegevoegd. Uiterlijk waren er geen verschillen tussen de machines: de 850 had hetzelfde opmerkelijke ontwerp als de 1100. Hij had een dubbel voorspatbord: een klein, nauwelijks zichtbaar plastic spatbordje en daar boven een enorm snavelvormig exemplaar in de kleur van de motor. Dit spatbord vormde aan de bovenkant een soort windvanger voor de oliekoeler. De onderste telelever-draagarm liep goed zichtbaar naar het motorblok, onder een enorme 25 litertank door. Het stuur was "kippentkoppelt", het gaf de bewegingen van de telelevervork niet door aan de bestuurder, door toepassing van een kogelkoppeling in de kroonplaat. Aansluitend op de tank zat een enorm tweedelig zadel. Net als de F 650 had de GS een klein plastic kapje over het achterwiel, om het achterspatbord te vervangen. De cockpit bestond uit een zeer klein ruitje, maar dat gaf toch behoorlijk wat windbescherming, omdat de rijder grotendeels verscholen zat achter de grote tank. Ondanks de lange veerwegen was de zithoogte toch binnen de perken gebleven, en het zadel was ook nog eens in hoogte verstelbaar. Ter vergroting van de bagagecapaciteit was een kofferset leverbaar, maar het achterste (duo) gedeelte van het zadel kon ook verwijderd worden, waarna een extra bagagerek beschikbaar werd. Hieronder zat een zeer netjes opgeborgen set boordgereedschap. In tegenstelling tot de andere modellen uit de R 1100- en R 850-serie was bij de GS de veervoorspanning van het telelever wél instelbaar, in vijf standen zelfs. De voorspanning achter kon zonder gereedschap met een draaiknop ingesteld worden. De GS was uitgerust met de kruisgespaakte wielen, zodat er ook tubelessbanden gebruikt werden. Katalysator en ABS II konden tegen meerprijs geleverd worden. Omdat een terreinrijder af en toe juist graag wíl dat het achterwiel blokkeert, was het ABS op de GS uitschakelbaar. Net als zijn voorgangers vanaf de R 80 G/S bleek de GS een uitstekende toermachine, met minder kwaliteiten in het zand. De R 850 GS bleef, nadat de R 1100 GS al in 1999 was opgevolgd door de R 1150 GS, nog tot in 2001 in productie. Er waren toen 2.242 exemplaren geproduceerd.

### R 850 C en R 850 C Avantgarde
In 1997 had BMW een bijzondere cruiser geïntroduceerd: de R 1200 C. Terwijl de gangbare Japanse cruisers en customs zo veel mogelijk leken op Harley-Davidson V-twins, was deze machine van BMW hooguit qua zithouding vergelijkbaar. Het ontwerp was bijzonder afwijkend. BMW had natuurlijk geen V-twin in de aanbieding, en daarom bracht men het R 1100-blok op 1200 cc. In 1999 verscheen ook een 850cc-versie op de markt. Tegen de gewoonte in had BMW bij dit model veel chroom gebruikt. De draagarm van de telelever was qua vorm gewijzigd en er werden speciale driespaaksvelgen ontwikkeld. De oliekoelers waren geïntegreerd in de tank. Het motorvermogen was teruggebracht naar 50 pk, om een meer "toeristisch" motorkarakter te realiseren, maar in Nederland was ook een 34pk-versie verkrijgbaar voor motorrijders met een klein rijbewijs. De cruisers waren voorzien van twee korte uitlaten, waardoor de enkelzijdige wielophanging achter goed zichtbaar was en de speciaal ontworpen achtervelg beter tot zijn recht kwam. De "Avantgarde"-versie had een zwart motorblok en een speciale kleurstelling.

### R 850 RT Edition
De R 850 RT Edition was een uitloopmodel dat in 2001 op de markt kwam. Tegen een geringe meerprijs kreeg men een comfort-buddyseat, in kleur gespoten koffers en een afwijkende kleur van de motorfiets.

### R 850 R Comfort
De R 850-serie was in 2001 van de markt verdwenen, maar van 2004 tot 2006 werd de R 850 R onder de naam "Comfort" opnieuw uitgebracht, waarschijnlijk op verzoek van dealers omdat er toch nog vraag was naar deze modellen. Er was immers een "gat" ontstaan tussen de zware R 1150-serie en de zeer lichte F 650-serie. De Comfort was vrijwel identiek aan de "R", met uitzondering van het Comfortzadel.

## Technische gegevens
|                           | R 850 R                                                            | R 850 RT                                                           | R 850 GS                                                           | R 850 C                                                            | R 850 C Avantgarde                                                 | R 850 RT Edition                                                   | R 850 R Comfort                                                    |                                                                    |
| ------------------------- | ------------------------------------------------------------------ | ------------------------------------------------------------------ | ------------------------------------------------------------------ | ------------------------------------------------------------------ | ------------------------------------------------------------------ | ------------------------------------------------------------------ | ------------------------------------------------------------------ | ------------------------------------------------------------------ |
| Periode                   | 1995-2001                                                          | 1998-2001                                                          | 1999-2001                                                          | 1999-2001                                                          | 1999-2001                                                          | 2001                                                               | 2004-2006                                                          |                                                                    |
| Productieaantal           | onbekend                                                           | onbekend                                                           | 2.242                                                              | 1.505                                                              | onbekend                                                           | onbekend                                                           | onbekend                                                           |                                                                    |
| Categorie                 | toermotor                                                          | toermotor                                                          | allroad                                                            | cruiser                                                            | cruiser                                                            | toermotor                                                          | toermotor                                                          |                                                                    |
| Motortype                 | kopklepmotor                                                       | kopklepmotor                                                       | kopklepmotor                                                       | kopklepmotor                                                       | kopklepmotor                                                       | kopklepmotor                                                       | kopklepmotor                                                       | kopklepmotor                                                       |
| Bouwwijze                 | langsgeplaatste tweecilinderboxermotor                             | langsgeplaatste tweecilinderboxermotor                             | langsgeplaatste tweecilinderboxermotor                             | langsgeplaatste tweecilinderboxermotor                             | langsgeplaatste tweecilinderboxermotor                             | langsgeplaatste tweecilinderboxermotor                             | langsgeplaatste tweecilinderboxermotor                             | langsgeplaatste tweecilinderboxermotor                             |
| Boring                    | 87,8 mm                                                            | 87,8 mm                                                            | 87,8 mm                                                            | 87,8 mm                                                            | 87,8 mm                                                            | 87,8 mm                                                            | 87,8 mm                                                            | 87,8 mm                                                            |
| Slag                      | 70,5 mm                                                            | 70,5 mm                                                            | 70,5 mm                                                            | 70,5 mm                                                            | 70,5 mm                                                            | 70,5 mm                                                            | 70,5 mm                                                            | 70,5 mm                                                            |
| Cilinderinhoud            | 848 cc                                                             | 848 cc                                                             | 848 cc                                                             | 848 cc                                                             | 848 cc                                                             | 848 cc                                                             | 848 cc                                                             | 848 cc                                                             |
| Max. vermogen (opgegeven) | 52 kW/70 pk                                                        | 52 kW/70 pk                                                        | 52 kW/70 pk                                                        | 37 kW/50 pk 25 kW/34 pk                                            | 37 kW/50 pk 25 kW/34 pk                                            | 52 kW/70 pk                                                        | 52 kW/70 pk                                                        |                                                                    |
| Max. vermogen (gemeten)   | 59 kW/80 pk                                                        | 53,5 kW/73 pk                                                      |                                                                    |                                                                    |                                                                    |                                                                    |                                                                    |                                                                    |
| Max. koppel (opgegeven)   | 77 Nm                                                              | 77 Nm                                                              | 77 Nm                                                              | 71 Nm                                                              | 71 Nm                                                              | 77 Nm                                                              | 77 Nm                                                              |                                                                    |
| Max. koppel (gemeten)     | 76 Nm                                                              | 79,5 Nm                                                            |                                                                    |                                                                    |                                                                    |                                                                    |                                                                    |                                                                    |
| Topsnelheid               | 187 km/h (opgegeven)                                               | 193 km/h (gemeten)                                                 | 187 km/h (opgegeven)                                               | 155 km/h (opgegeven)                                               | 155 km/h (opgegeven)                                               | 187 km/h (opgegeven)                                               | 187 km/h (opgegeven)                                               |                                                                    |
| Aandrijving               | cardanaandrijving                                                  | cardanaandrijving                                                  | cardanaandrijving                                                  | cardanaandrijving                                                  | cardanaandrijving                                                  | cardanaandrijving                                                  | cardanaandrijving                                                  | cardanaandrijving                                                  |
| Rijwielgedeelte           | driedelig rudimentair buisframe met motorblok als dragend gedeelte | driedelig rudimentair buisframe met motorblok als dragend gedeelte | driedelig rudimentair buisframe met motorblok als dragend gedeelte | driedelig rudimentair buisframe met motorblok als dragend gedeelte | driedelig rudimentair buisframe met motorblok als dragend gedeelte | driedelig rudimentair buisframe met motorblok als dragend gedeelte | driedelig rudimentair buisframe met motorblok als dragend gedeelte | driedelig rudimentair buisframe met motorblok als dragend gedeelte |
| Droog gewicht             | 215 kg                                                             |                                                                    | 219 kg                                                             | 193 kg                                                             | 193 kg                                                             |                                                                    | 215 kg                                                             |                                                                    |
| Rijklaar gewicht          | 235 kg                                                             | 282 kg                                                             | 243 kg                                                             |                                                                    |                                                                    | 282 kg                                                             | 235 kg                                                             |                                                                    |
| Max. totaalgewicht        | 450 kg                                                             | 450 kg                                                             | 450 kg                                                             | 450 kg                                                             | 450 kg                                                             | 450 kg                                                             | 450 kg                                                             | 450 kg                                                             |
| Tankinhoud                | 21 liter                                                           | 26 liter                                                           | 22 liter                                                           | 17 liter                                                           | 17 liter                                                           | 26 liter                                                           | 21 liter                                                           |                                                                    |
| Voorganger                | R 80 R                                                             | R 80 RT Mono                                                       | R 80 GS                                                            | geen                                                               | geen                                                               | geen                                                               | R 850 R                                                            |                                                                    |
| Opvolger                  | R 850 R Comfort                                                    | geen                                                               | F 650 GS-eencilinder                                               | geen                                                               | geen                                                               | geen                                                               | geen                                                               |                                                                    |